# دينيس دوتشارم
دينيس دوتشارم هو سياسي كندي، ولد في 14 مارس 1955. نشط حزبياً في الرابطة التقدمية المحافظة في ألبرتا ‏. وقد انتخب عضو الجمعية التشريعية في ألبرتا ‏.